# 清水谷駅

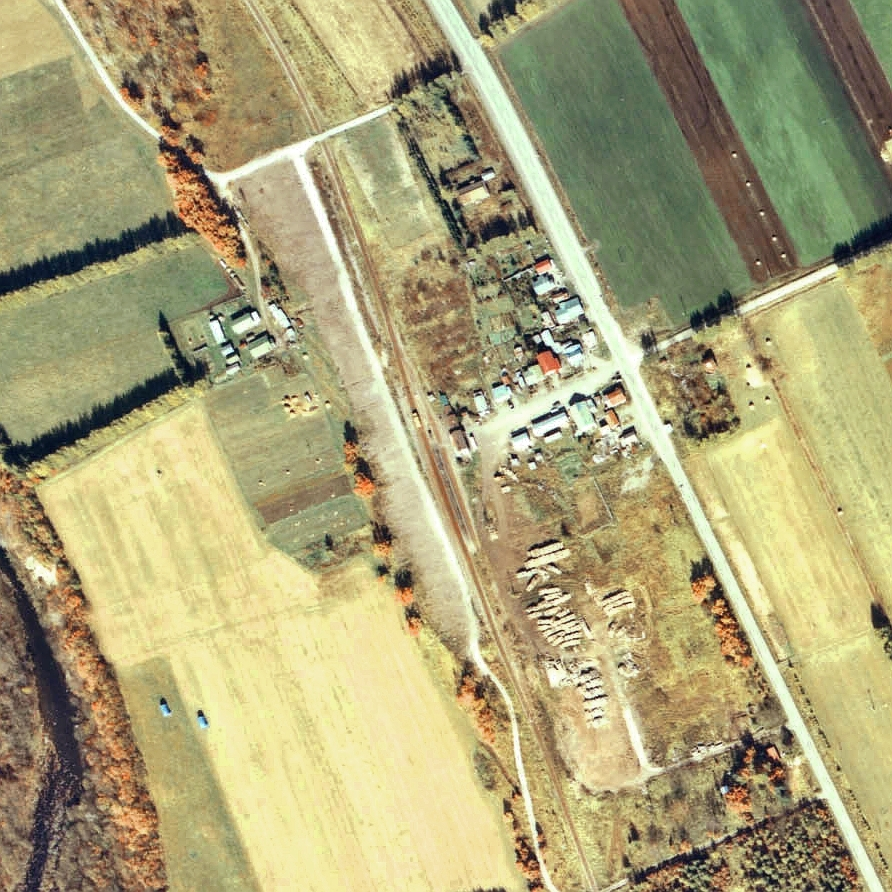
1977年の清水谷駅と周囲約500m範囲。上が糠平方面。既に棒線化されているが、駅舎側に副本線とモーターカーのいる辺りから外側に側線が分岐していた跡が見える。

清水谷駅（しみずだにえき）は、かつて北海道河東郡上士幌町字上士幌に設置されていた、日本国有鉄道（国鉄）士幌線の駅である。事務管理コードは▲111410。

## 歴史
- 1935年（昭和10年）11月26日 - 士幌線の上士幌駅 - 当駅間開通により、開業。一般駅[2]。
- 1937年（昭和12年）9月26日 - 当駅 - 糠平駅間が開通し、中間駅となる[3]。
- 1970年（昭和45年）9月10日 - 貨物・荷物の取り扱い（特別扱新聞紙を除く）を廃止[2][4]。同時に無人駅化[3][5]。
- 1974年（昭和49年）10月1日 - 荷物扱い全面廃止[2]。
- 1987年（昭和62年）3月23日 - 士幌線の全線廃止に伴い、廃駅となる[2]。

### 駅名の由来
駅から2 km ほどの谷間に清水の湧く沢があったことから「清水沢」と呼ばれていたが、開業時すでに夕張線に同名の駅があったことから「清水谷」と名付けた。

## 駅構造
廃止時点で、島式ホームの片面を使用する1線を有する無人駅であったが、かつては島式ホームの両側に線路を有する列車行き違い可能駅であった。

## 駅跡・周辺
牧場となっている。駅前は一軒の民家の他は廃屋である。
- 国道273号
- 北海道道468号清水谷足寄線
- 十勝バス「清水谷」停留所

## 隣の駅
日本国有鉄道
士幌線
萩ヶ岡駅 - 清水谷駅 - 黒石平駅